# Mō Sugu Christmas
Singles de Satoda Mai with Goda Kyodai
Bye Bye
(2009)
 Mō Sugu Christmas   (もうすぐクリスマス) est le premier single du groupe mixte Satoda Mai with Goda Kyodai composé de Mai Satoda, Misono (alias Jaiko dans le groupe), et Jaian. Il sort le 12 novembre 2008 au Japon, et atteint la 7e place du classement de l'Oricon, restant classé pendant trois semaines.
Les deux chansons du single ont été utilisées comme génériques de fin successifs de l'émission télévisée Quiz! Hexagon II (en) dans le cadre de laquelle le groupe a été créé ; la chanson en "face B", Bye Bye, ressortira d'ailleurs deux mois plus tard en "face A" du deuxième single du groupe. Les deux chansons figureront sur le premier album du groupe, Satoda Mai with Goda Kazoku, qui sortira un an plus tard.

## Liste des titres
1. Mō Sugu Christmas   (もうすぐクリスマス?)
2. Bye Bye  (バイバイ?)
3. Mō Sugu Christmas (Karaoke)  (もうすぐクリスマス) (カラオケ?)